# Jun'yō
Ne doit pas être confondu avec Jun'yō Maru.
Jun'yō (隼鷹, jun'yō, « faucon pèlerin ») est un porte-avions de classe Hiyō appartenant à la marine impériale japonaise.

## Conception, construction et conversion
Le Jun'yō était à l'origine un paquebot du nom de Kashiwara Maru. Il avait été mis en construction en 1939 aux chantiers Mitsubishi à Nagasaki. En août 1940, alors que la guerre faisant déjà rage en Europe, la marine décida son achat et son adaptation en porte-avions. Au moment de son acquisition, il se trouvait encore sur cale. Lancé le 26 juin 1941, il fut terminé au cours de l'année 1942 pour être mis en service le 3 mai de la même année.

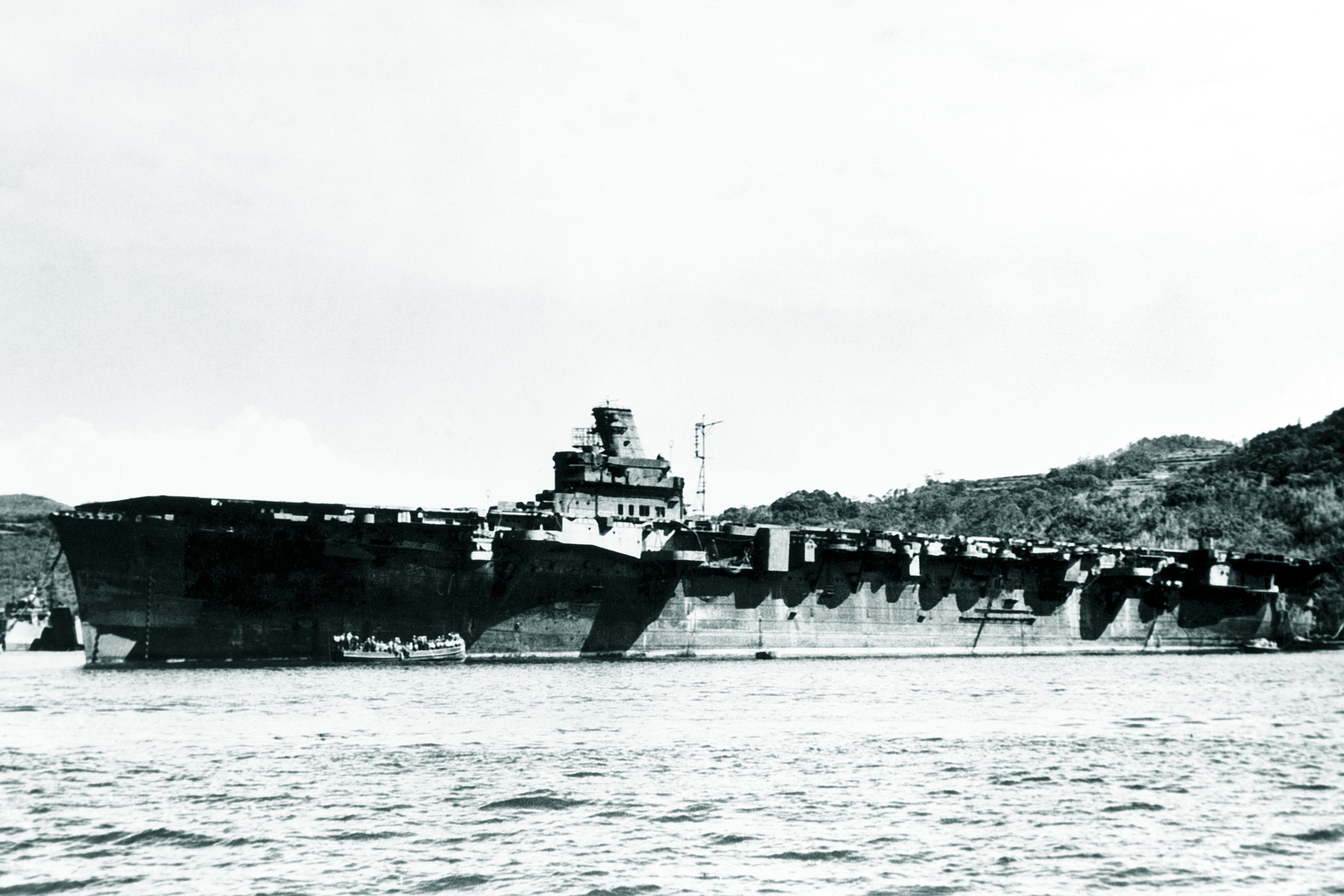
Le Jun'yō à l'ancre à Sasebo en 1945

Les turbines de l'appareil moteur marchand furent conservées, alors que les chaudières furent remplacées par d'autres plus puissantes, de façon à obtenir une vitesse de 25,5 nœuds, soit un nœud et demi de plus. Mais il semble que ce résultat ne fut pas atteint, et durant son service, il ne dépassa que rarement 23 nœuds.

Au cours des travaux est ajouté un pont d'envol ; soutenu par des montants à l'arrière mais pratiquement englobé dans la structure de la coque à l'avant, il est long de 172 m et large de 23,4 m. La caractéristique la plus étonnante fut la cheminée incorporée à l'îlot et inclinée vers la droite. Celui-ci était constitué d'une superstructure haute d'un pont, mais surmontée d'une seconde haute de deux ponts, dans la partie avant de laquelle se trouvait la passerelle. Celle-ci était complètement extérieure au pont d'envol et soutenue par une structure en encorbellement sur la droite. Il y avait deux ascenseurs, l'un un peu en avant de l'îlot, et l'autre à peu près entre les passerelles des pièces arrière de 127 mm.

Aucun blindage n'a été installé pendant la refonte.

### Armements
À son lancement, l'armement principal, constitué de 12 canons de 127 mm/40 Type 89 (DP) à double emploi (mer-air), était réparti en 6 positions jumelées sur des passerelles latérales et extérieures, trois sur chaque bord, mais pas de manière symétrique. Une à l'avant et deux à l'arrière de l'îlot, mais deux à l'avant et une à l'arrière sur bâbord et plus en arrière que celles sur tribord.

Les 24 canons antiaériens de 25 mm Type 96 étaient disposés en 8 affûts triples, quatre de chaque côté, en arrière de la cheminée à tribord et au centre à bâbord. En 1943 ceux-ci ont été renforcés, et début 1944 leur nombre s'élevait à 60, soit 16 affûts triples et 12 simples. Après la bataille des Mariannes en juin 1944, ceux-ci ont encore été renforcés par 3 affûts triples, 2 doubles et 18 simples, soit un total de 91 pièces de 25 mm.

## Service

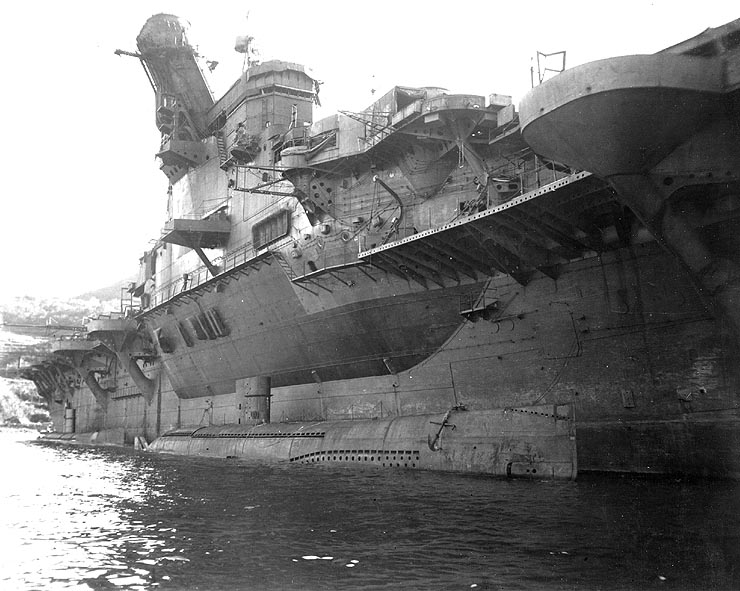
Le Jun'yō à Sasebo avec deux sous-marins type HA-201.

Achevé en mai 1942, le navire a participé à la campagne des îles Aléoutiennes le mois suivant et dans plusieurs opérations de la bataille de Guadalcanal à la fin 1942. Ses avions ont été débarqués à plusieurs reprises et utilisés à partir de bases terrestres dans un certain nombre de batailles dans le théâtre d'opérations du pacifique sud-ouest.

Le Jun’yō a été torpillé en novembre 1943 et a passé trois mois en réparation. Il a été endommagé par plusieurs bombes lors de la bataille de la mer des Philippines à la mi-1944, mais a été rapidement réparé. Manquant d'avions, il a été utilisé comme moyen de transport la fin de l'année 1944 et a été torpillé en décembre.

Le Jun’yō était en réparation jusqu'en mars 1945, lorsque les réparations ont été jugées non pertinentes. Il est resté ensuite à l'amarrage le reste de la guerre, sans aller au combat. Le navire a été jugé irréparable par les Américains après la capitulation du Japon en septembre et il a été démantelé en 1946-1947.